# Ha Tae-kwon
Ha Tae-kwon (n. 30 aprilie 1975, Jeonju⁠(d), Coreea de Sud) este un jucător de badminton ce a reprezentat Coreea de Sud, medaliat olimpic. A participat la 3 ediții ale Jocurilor Olimpice (1996, 2000, 2004) în care a câștigat o medalie de aur și o medalie de bronz.